# Chiesa di San Francesco di Paola (Catanzaro)
La chiesa di San Francesco di Paola è un luogo di culto cattolico della città di Catanzaro.

## Storia
Le date sull'edificazione della chiesa sono incerte: infatti, secondo lo storico Vincenzo D’Amato attribuisce la costruzione al 1572, mentre per Luise Gariano e il frate cappuccino Giovanni Fiore, attestano la costruzione tra il 1577 e il 1581. Quest'ultima ipotesi appare la più probabile, in quanto, secondo gli Acta Capitulorum Generalium Ordinis Minimorum, questa chiesa venne accettata dall'Ordine dei frati minori cappuccini nel Capitolo di Barcellona nel 1581.
La chiesa sorge sul colle San Trifone, conosciuto oggi come colle San Rocco, dopo la costruzione, nel 1565, della chiesa di San Rocco.
La sua consacrazione avvenne nel 1727, per mano del vescovo di Oppido Giuseppe Maria Perrimezzi.
È sede della parrocchia di Santa Barbara.

## Descrizione
La facciata risale alla fine del XVIII secolo, quando fu ricostruita a seguito dei danni ripo.rtati dal terremoto del 1783. In precedenza, la chiesa subì altri resturi, in particolare dopo il sisma del 1638. Nel 1715 la struttura fu rialzata di dodici palmi.
La facciata presenta due campanili, tra le quali spicca il timpano decorato in stile neoclassico, sorretto da due paraste di ordine corinzio poggiate su un grande basamento.
L'interno ha una pianta a navata unica affiancata da due cappelle per ogni lato e quattro paraste sormontate da capitelli di ordine composito. Il presbiterio si presenta molto ampio, sovrastato da una falsa cupola e una volta a botte, entrambe di recente restaurazione.
L’arco santo è decorato con stucchi in stile tardo barocco, al cui interno sono visibili la torre e la palma, simboli caratteristici di Santa Barbara, mentre nella nicchia adiacente all'ingresso minore è presente la statua di Francesco di Sales.
Il coro è stato oggetto din restauri tra il 1901 e il 1903, finanziati da Tommaso Pudia e Filippo Catanzaro. Tra i lavori effettuati, c'è la costruzione dell'altare maggiore in stile neo gotico, con al centro la statua di San Francesco di Paola.
Tra le opere d’arte all'interno della chiesa si notano la tela del XVIII secolo della Madonna della Lettera, ed una seconda raffigurante Gesù nell’orto del Getsemani.